# 黄鸣骏
黄鸣骏（1590年—1645年），字啟甸，福建蒲田人，明朝末年至南明官员。
崇祯年間，黄鸣骏任浙江巡撫，崇禎十七年（1644年），李自成攻克北京，崇禎帝自殺。劉宗周徒步到杭州，敦請他發兵討伐李自成。清軍入關，佔據北京，南明弘光帝在南京即位，清軍南下，次年，清軍克南京。隆武帝在福州即位，他率軍到京口推薦，以右僉都御史巡撫浙江兼东阁大学士，十月，到衢州督師。隆武二年（1646年）十月，衢州失守，於浦城被執，清軍擄至仙霞關勸降不成，遂殉國。